# Willie Jones (pianist)
Willie Jones, geboren als William Marvin Jones (Vicksburg, 21 februari 1920 - 31 december 1977), was een Amerikaans jazzpianist en orkestleider van de jazz en rhythm-and-blues.

## Biografie
Jones begon na beëindiging van zijn militaire diensttijd tijdens de Tweede Wereldoorlog in 1945 in Chicago te werken als muzikant. In 1946 speelde hij in de band van Wally Hayes, die optrad in de 'Boogie Woogie Inn'. In 1947 behoorde hij tot het kwartet van de gitarist Ernest Ashley. Eerste opnamen ontstonden in hetzelfde jaar met Buster Bennett. Vanaf 1948 nam hij op met King Kolax, Tom Archia en Bennie Green.
Tijdens de jaren 1940 en 1950 behoorde hij tot de bekendste clubpianisten van het jazzcircuit van Chicago, die werd bewonderd door de muzikanten Sun Ra en Andrew Hill. Hij werd door muzikanten 'The piano wrecker' genoemd. Buiten Chicago was hij nauwelijks bekend. In zijn trio speelden begin jaren 1950 de bassisten Eddie Calhoun en Israel Crosby en later de drummer Alvin Fielder. Voor kleinere labels als Sabre Records en Parrot Records deed hij dienst als begeleidingsmuzikant bij opnamen van r&b- en doowopgroepen, zoals The Orchids en The Flamingos. Onder zijn eigen naam nam hij in 1954 een sessie op voor Vee-Jay Records (Listen to My Thing).
In 1957 maakte hij de opnamen Out on a Limb resp. Cookin'  met Clark Terry en Paul Gonsalves voor Argo Records. Jones' laatste opnamen ontstonden in 1963 met de tenorsaxofonist Tommy 'Mad Man' Jones (1922-1993) voor diens label Mad Records. Vanaf midden jaren 1970 was hij nauwelijks nog actief als muzikant.
Volgens zijn discografen Robert L. Campbell, Armin Büttner en Robert Pruter berustten Jones' wilde soli op het 12-taktisch bluesschema. Midden jaren 1950 ontwikkelde hij zijn eigen stijl, die kon worden omschreven als een mengeling tussen Milt Buckner en Cecil Taylor. Altsaxofonist Marshall Allen merkte op dat Sun Ra de stijl van Willie Jones precies had bestudeerd. Volgens tenorsaxofonist Harold Ousley telt Jones als een begenadigd entertainer. Hij bewoog de piano met zijn knieën, dat daardoor compleet werd vernield.

## Privéleven en overlijden
Willie Jones overleed op 57-jarige leeftijd aan arteriosclerose. De drummer Willie Jones III is zijn zoon.
- Library of Congress Control Number: no2014017377
- MusicBrainz: 7a68727b-2ea5-470c-a641-5585ea8bbe10
- Virtual International Authority File: 307461103